# Aspartaat-aminotransferase
Aspartaat-aminotransferase (ASAT of SGOT) is een enzym dat de interconversie verzorgt van de aminogroep van het aminozuur L-aspartaat naar 2-oxoglutaraat. ASAT bevindt zich in het cytoplasma en in de mitochondria van hart-, lever-, skeletspier-, hersen-, nier-, pancreas-, milt-, long- en rode bloedcellen. ASAT wordt in verhoogde concentraties (>37 U/L in volwassen mannen en >31 U/L in volwassen vrouwen) in het bloed aantoonbaar bij beschadiging van genoemde organen door ontsteking of celdood. De toepassing van de ASAT bepaling ligt voornamelijk bij diagnostiek en follow-up van leveraandoeningen, zoals virale- en toxische hepatitis, en van myocardinfarct. ASAT wordt altijd aangevraagd in combinatie met ALAT omdat ALAT veel specifieker is voor leveraandoeningen.
Aspartaat aminotransferase is een uitzondering op de regel (zie alanine-aminotransferase) dat een α-ketoglutaraat door toevoeging van een aminogroep glutamaat vormt. Bij ASAT wordt een aminogroep getransfereerd van glutamaat naar  oxaloacetaat ter vorming van aspartaat. Dit aminozuur wordt verder bewerkt ter vorming van ureum wat ons lichaam verlaat onder de vorm van urine.